# Леттризм
Леттризм (фр. lettrisme) — французское авангардное движение, основанное румынским иммигрантом Исидором Изу в середине 1940-х годов в Париже. Основа леттризма — систематизация и классификация буквы (lettre) во всех сферах культуры и творчества. Чаще всего под леттризмом понимается создание изображений, похожих на шрифтовые, а также композиций на их основе. Акустической параллелью леттризма стала звуковая поэзия, эстетически исследующая фонетические основы речи. Корни движения можно искать в дадаизме и сюрреализме.
Затрагивая основы европейской книжной культуры, леттризм приобрел социально-политическую окраску. Акция 1952, в которой левое крыло леттристов устроило скандал на пресс-конференции Чарли Чаплина в Париже, привела к расколу движения: ряд деятелей движения (Жан-Луи Бро, Жиль Жозеф Вольман, Франсуа Дюфрен) перешли к идеологии ультралеттризма. Образовавшийся впоследствии Леттристский интернационал стал ступенью перехода от леттризма к ситуационизму.

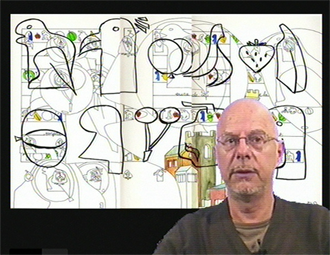
Жерар-Филипп Брутен (скриншот видео из Аудиовизуальной энциклопедии современного искусства)